# Wilhelm Popp
Pour les articles homonymes, voir Popp.
Wilhelm Popp, né à Cobourg en duché de Saxe-Cobourg et Gotha le 29 avril 1828 et mort à Hambourg le 25 juin 1903, est un musicien, flûtiste, et compositeur allemand.
Il est également connu sous le nom francisé Guillaume Popp et le pseudonyme Henry Alberti.

## Biographie
Wilhelm Popp apprend la flûte traversière par deux prestigieux musiciens de l'époque: le français Louis Drouet, surnommé le "Paganini de la flûte" et l’allemand Kaspar Kummer, autre célèbre figure du monde musical.
Popp se révèle très vite être un virtuose, en 1841 il devient membre de l'orchestre de Cobourg. Une dizaine d'années plus tard, il obtient le titre de "flûtiste de la cour". En 1857, il décide de partir en tournée au Pawloski, près de Saint-Pétersbourg pendant cinq mois. Il revient en Allemagne avec quatre semaines de retard, il prétendit être tombé malade auprès de son employeur. Malheureusement, il dût payer une amende, Popp finira par démissionner de son emploi. Il emménage par la suite à Hambourg, où il fut emprisonné, accusé d'avoir volé une flûte de son ancien employeur.
En 1865, il adopte la flûte de Boehm et commence par correspondre avec lui. Deux ans plus tard, en 1867 il devient première flûte à l’orchestre philharmonique de Hambourg.
À noter que Popp est également pianiste, il jouait auparavant pour la cour de Cobourg. Il fut soliste pour différents orchestres.
Wilhelm s’éteignit à Hambourg le 25 juin 1903.

## Compositeur
Wilhelm est un compositeur talentueux mais toutefois mineur durant la période Romantique. Ses compositions sont d'une grande virtuosité et où le lyrisme est présent, comme à l’image de ses contemporains, par exemple Chopin ou Liszt.
Il a composé près de 600 numéros d’opus, notamment pour flûte et piano. On retrouve dans son répertoire: des sérénades, rhapsodies, fantaisies ou encore des paraphrases sur des airs d’opéra. Cette tendance était très à la mode dans les salons où on pouvait entendre Rossini, Donizetti ainsi que d'autres compositeurs fêtés à une époque où l’enregistrement n’existait pas encore.
Les œuvres de Popp comportent également une partie théorique : Exercices et Études (parfois même dites « de concert »), Méthode de flûte opus 205 ainsi que des solos et duos.
Ses plus grandes œuvres sont : Concerto Suédois opus 266, Concerto Italien opus 392 et enfin Concerto Espagnol opus 420.
Wilhelm Popp est aussi l’auteur d’une Histoire de la Musique qui montre un autre aspect de son instrument de prédilection.

## Œuvres
- Schwedisches Konzert (op. 266)
- Prélude dramatique pour flûte ou violon, violoncelle et orgue (harmonium) (op. 355)
- Blumenstück (op. 383)
- Ungarische Rhapsodie für Flöte und Klavier (op. 385)
- 6 Sonatinen (op. 388 Nr.1 - 6)
- Ein Abend auf der Alm, Tongemälde für Pianoforte, 1888 (op. 390)
- Kleines Flötenkonzert (op. 437)
- Russisches Zigeunerlied für Flöte und Klavier (op. 462/2)
- Kleine melodische Duette (op. 480)
- "Jugend Trios" Sechs Tonbilder für Flöte, Violine und Klavier (op. 505)
- Leichte Etüden (op. 520)
- Staccato - Fantasie für Flöte und Klavier
- 6 Melodien op. 402 (flute, piano)
- Ungarische Tänze op. 308 (flute, piano)